# Aeschynomeneae
Aeschynomeneae es una tribu de plantas fanerógamas perteneciente a la subfamilia Faboideae dentro de las leguminosas.

## Subtribu y géneros
- Aeschynomeninae
  - Aeschynomene - Bryaspis - Cyclocarpa - Geissaspis - Humularia - Kotschya - Smithia - Soemmeringia
- Ormocarpinae
  - Chaetocalyx - Diphysa - Fiebrigiella - Nissolia - Ormocarpopsis - Ormocarpum - Peltiera - Pictetia - Zygocarpum
- Poiretiinae
  - Amicia - Poiretia - Weberbauerella - Zornia
- Stylosanthinae
  - Arachis - Chapmannia - Stylosanthes